# Rifugio Cesare Benigni
Il rifugio Cesare Benigni è un rifugio situato nel comune di Ornica (BG), in valle Brembana, nelle Alpi Orobie, a 2.222 m.

## Storia
La costruzione del rifugio Benigni iniziò nel 1982, grazie al lavoro di numerosi soci dell'allora sottosezione CAI dell'alta Valle Brembana ed al contributo della famiglia Benigni, la quale, profondamente scossa per la tragica fine del loro caro Cesare, avvenuta nel 1981 sul pizzo del Diavolo di Tenda, intese così onorarne la memoria. Il rifugio venne inaugurato il 26 agosto del 1984. Alcuni anni dopo venne aggiunto il piccolo locale invernale, mentre nel 2007 venne ampliato con la costruzione di una nuova sala ristorante, una saletta per il bar, una nuova cucina e due servizi igienici.

## Caratteristiche e informazioni
Il rifugio Benigni, di gradevole aspetto e di piccole dimensioni, è situato sulla testata della valle di Salmurano, a breve distanza dal Lago Piazzotti. È di proprietà del CAI di Piazza Brembana. Ha una capienza di circa 20 posti letto ed è aperto in modo continuativo dal 24 giugno al 17 settembre, il resto dell'anno viene aperto solo nei giorni festivi e prefestivi.

## Accessi
- Per chi proviene dalla bergamasca, il sentiero che sale da Cusio è il n. 108 (e quello da Ornica il n. 107), entrambi incrociano il 101 al Passo di Salmurano. Percorrendo il Sentiero delle Orobie si può raggiungere il rifugio Cà San Marco in circa 4 ore.
- È possibile salire al rifugio anche dalla frazione Pescegallo di Gerola Alta a quota 1 454 m s.l.m., in poco più di 2 ore a piedi o utilizzando l'impianto di risalita, in 1,15 h.
- Sempre da Gerola Alta è possibile raggiungere il rifugio facendo una tappa intermedia al rifugio Salmurano a quota 1 848 m s.l.m., raggiungere il passo Salmurano a quota 2 017 m s.l.m. e risalire al rifugio Benigni con un percorso totale di 3 ore.

## Ascensioni
- Pizzo Tre Signori (2.554 m)
- Pizzo di Trona (2.510 m)
- Pizzo Mezzaluna (2.373 m);
- Cima di Val Pianella (2.349 m)
- Cima di Giarolo (2.314 m)
- Pizzo Tronella (2.311 m);
- Pizzo del Mezzodì o Torrione (2.116 m);
- Denti della Vecchia
- Cima dei Piazzotti occidentale

## Traversate
Il rifugio è la meta della 4ª tappa del Sentiero delle Orobie Occidentali, dal rifugio Alberto Grassi, segnavia n. 101 percorribile in 4,30 h. Da qui si prosegue alla volta del rifugio Cà San Marco (5ª tappa) sempre tramite il sentiero n. 101 in 4 h.